# 언약 (드라마)
《언약》은 1978년 1월 16일부터 1978년 9월 30일까지 방영한 TBC 일일연속극이다.

## 등장 인물
- 한진희
- 장미희
- 노주현
- 유지인
- 서승희
- 이낙훈
- 김동훈
- 여운계
- 최윤석
- 서승현
- 연규진
- 김형자
- 김천만
- 오현경
- 강부자
- 김영철
- 이승현
- 연운경
- 김소유